# داسو فالکون ۶ایکس
داسو فالکون ۶ایکس (به انگلیسی: Dassault Falcon 6X) یک هواگرد ساختِ کارخانهٔ داسو اویاسیون در کشور فرانسه است. این هواگرد برای مسافتهای طولانی مورد استفاده قرار خواهد گرفت گرفت.

## مشخصات
| Model              | Falcon 5X                              | Falcon 6X                              |
| ------------------ | -------------------------------------- | -------------------------------------- |
| Crew               | 2                                      | 2                                      |
| Passengers         | 16                                     | 16                                     |
| Length             | ۲۵٫۲ متر (۸۳ فوت)                      | ۲۵٫۶۸ متر (۸۴٫۳ فوت)                   |
| Height             | ۷٫۵ متر (۲۵ فوت)                       | ۷٫۴۷ متر (۲۴٫۵ فوت)                    |
| Wingspan           | ۲۵٫۹ متر (۸۵ فوت)                      | ۲۵٫۹۴ متر (۸۵٫۱ فوت)                   |
| Wing area          | ۷۲٫۴ متر مربع (۷۷۹ فوت مربع)           | ۷۰٫۷ متر مربع (۷۶۱ فوت مربع)           |
| Wing aspect ratio  | 9.27                                   | 9.52                                   |
| max takeoff weight | ۳۱٬۵۷۰ کیلوگرم (۶۹٬۶۰۰ پوند)           | ۳۵٬۱۳۵ کیلوگرم (۷۷٬۴۵۹ پوند)           |
| empty weight       | ۱۸٬۱۴۴ کیلوگرم (۴۰٬۰۰۰ پوند)           | ۱۹٬۱۷۰ کیلوگرم (۴۲٬۲۷۰ پوند)</>        |
| fuel capacity      |                                        | ۱۵٬۳۲۵ کیلوگرم (۳۳٬۷۸۶ پوند)           |
| Turbofan           | 2 × Snecma Silvercrest                 | 2 × P&WC PW812D                        |
| Thrust             | 2 × ۱۱٬۴۵۰ پوند-نیرو (۵۰٫۹ کیلونیوتن)  | 2 × ۱۳٬۴۶۰ پوند-نیرو (۵۹٫۹ کیلونیوتن)  |
| max speed          | ماخ ۰٫۹ (۵۱۶ گره؛ ۹۵۶ کیلومتر بر ساعت) | ماخ ۰٫۹ (۵۱۶ گره؛ ۹۵۶ کیلومتر بر ساعت) |
| LR cruise          |                                        | ماخ ۰٫۸ (۴۵۹ گره؛ ۸۵۰ کیلومتر بر ساعت) |
| ceiling            | ۵۱٬۰۰۰ فوت (۱۵٬۵۴۵ متر)                | ۵۱٬۰۰۰ فوت (۱۵٬۵۴۵ متر)                |
| range              | ۵٬۲۰۰ مایل دریایی (۹٬۶۰۰ کیلومتر)      | ۵٬۵۰۰ مایل دریایی (۱۰٬۲۰۰ کیلومتر)     |
| balanced takeoff   |                                        | ۱٬۶۷۰ متر (۵٬۴۸۰ فوت)                  |
| Landing            |                                        | ۷۶۰ متر (۲٬۴۹۰ فوت)                    |